# Palazzo Pallini
Palazzo Pallini è un edificio situato nel centro storico di Grosseto lungo Corso Carducci.

## Storia e descrizione
L'edificio fu costruito nel corso del XVIII secolo e completamente ristrutturato tra la fine del XIX e gli inizi del XX secolo, mentre venivano effettuati i lavori di allargamento del corso.
Il palazzo è un imponente complesso che si articola nel tratto compreso tra la chiesa di San Pietro e l'estremità settentrionale del corso. Nell'insieme, è costituito da due corpi di fabbrica, entrambi a pianta rettangolare, uno principale più ampio che si articola su tre livelli ed uno secondario che si addossa alla parete laterale destra del primo costituito da due soli livelli.
Il complesso si presenta decorazioni in stile liberty sia sugli architravi delle finestre di forma rettangolare dei livelli superiori, sia sugli archi ribassati dei portali del piano terra; altri ornamenti sono presenti nella parte sommitale degli angoli che separano tra loro i vari prospetti.
Nel 2021 l'edificio è stato restaurato con progetto dell'architetto Giuseppe Chigiotti.